# اروسی منجگالادزه
اروسی منجگالادزه (گرجی: ეროსი მანჯგალაძე؛ ۳ مارس ۱۹۲۵ – ۲۵ ژانویهٔ ۱۹۸۱) بازیگر مشهور سینما و تئاتر اهل کشور گرجستان بود.